# Bryce Hamilton
Bryce Hamilton (Pasadena, 10 novembre 2000) è un cestista statunitense.